# Mahaloha
「Mahaloha」（マハロハ）は、伊藤由奈の8枚目のシングル。2007年6月27日発売。発売元はソニー・ミュージックレコーズ。

## 解説
- Def TechのMicroとのコラボレーションナンバーとなった伊藤由奈の2007年第2弾シングル。
- 表題曲「Mahaloha」は、ギタリスト下山亮平が2003年に発表したインスト曲「Water Dance」を元に、Microと伊藤由奈がハワイアンテイストを取り入れてアレンジし、伊藤由奈も初めて日本語で作詞を行った曲である。
- 「Mahaloha」はハワイ語の「Mahalo」（感謝）と「Aloha」（愛）の造語。
- プロモーションビデオは伊藤由奈の故郷であるハワイで撮影。2ndアルバム『WISH』に収録されている。
- 名義は「伊藤由奈 with Micro of Def Tech」である。
- カップリング曲のタイトルが発表当初は「Doin'」、後に「Doin' Alright」、最終的に現在のタイトル「Shining On」に改変された。

## 収録曲
1. Mahaloha
（作詞：伊藤由奈、Micro／作曲：下山亮平、伊藤由奈、Micro／編曲：Micro）
2. Shining On
（作詞：野口圭／作曲：百田留衣／編曲：URU）
3. stuck on you -Reggae Disco Rockers Kiss & Tell Remix-
（リミックス：Reggae Disco Rockers）
4. Mahaloha -Instrumental-